# Miró Ruiz Delgado
Miró Ruíz Delgado (Lircay, 28 de enero de 1970), conocido también con el apodo de “Mataperro”, es un contador y político peruano. Fue congresista de la república por Huancavelica durante el periodo 2006-2011.

## Biografía
Nació en la ciudad de Lircay, el 28 de enero de 1970. Sus padres fueron Miró Ruíz Bendezú y Rosalía Delgado Galeas.
Cursó sus estudios primarios y secundarios en su ciudad natal. Sus estudios superiores de contabilidad los cursó en la Universidad Nacional del Centro del Perú de la ciudad de Huancayo graduándose en 1995. Desde entonces se desarrolló trabajando en el sector público precisamente en dependencias del gobierno regional de Huancavelica.
Entre los años 2001 y 2004 cursó una maestría en administración y finanzas en la Universidad del Centro.

## Trayectoria política

### Congresista de la República
En el año 2006, Miró Ruíz decide incursionar en el ámbito político como miembro del Partido Nacionalista Peruano de Ollanta Humala y postuló al Congreso de la República, en alianza con el partido Unión por el Perú, por el departamento de Huancavelica en las elecciones parlamentarias, resultando electo congresista para el periodo parlamentario 2006-2011.
Durante la juramentación de los nuevos congresistas para el periodo 2006-2011, Ruíz decidió hacer su juramento en contra de los “tránsfugas”, haciendo alusión a la salida de Carlos Torres Caro de la bancada nacionalista y este pidió que Ruíz juramente de nuevo, sin embargo, Ruíz terminó por no juramentar y retirarse del hemiciclo. En su gestión como congresista, formó parte de diversas comisiones parlamentarias.

#### Caso “Mataperro”
En mayo del 2008, se le endilgó el sobrenombre de Congresista Mataperro debido a un incidente en el cual disparó y mató a la mascota (un perro schnauzer) de su vecina con un arma para la que no contaba con licencia. Al hacerse pública la denuncia, Ruíz negó el incidente para, ante las pruebas publicadas por la prensa, tener que reconocer el hecho y su mentira al negarlo. Se justificó diciendo que el animal intentó comerse a las gallinas que el congresista criaba en su hogar. Enfrentó una denuncia ante el comité de ética del Poder Legislativo que lo suspendió de su cargo por 60 días. Asimismo, el Ministerio Público entabló una denuncia penal por tenencia de armas sin licencia. Esta denuncia generó, el año 2015 una sentencia condenatoria a cinco años de prisión efectiva por el delito de tenencia ilegal de arma que generó que el congresista se encuentre prófugo de la justicia.
En las elecciones del año 2014 se presentó como candidato al Gobierno Regional de Huancavelica por el partido Acción Popular quedando en octavo lugar con poco más del 2% de los votos.